# Myvelo Pro Cycling Team
Das Myvelo Pro Cycling Team ist ein deutsches Radsportteam mit Sitz in Hohberg. 

## Organisation und Geschichte
Das Team entstand neu zur Saison 2024 und ist als UCI Continental Team lizenziert. Teamgründer sind Vincent Augustin und Fabian Huber, denen auch die Fahrradmarke MYVELO gehört. Beide waren 2024 noch als aktive Fahrer registriert.
Haupteinsatzgebiet des Teams sind die Rennen der UCI Europe Tour und des nationalen Kalenders. In der ersten Saison blieb das Team noch ohne UCI-Ranglistenpunkte. Nachdem 2024 nur deutsche Fahrer im Team waren, verstärkte sich das Team zur Saison 2025 mit fünf Schweizer Fahrern.

## Saison 2025
Mannschaft
| Teamkader 2025          | Teamkader 2025     | Teamkader 2025 | Teamkader 2025                         |
| Name                    | Geburtsdatum       | Land           | Vorheriges Team                        |
| ----------------------- | ------------------ | -------------- | -------------------------------------- |
| Meo Amann               | 27. Mai 2004       | Deutschland    |                                        |
| Nils Brun               | 14. Juni 2000      | Schweiz        | Tudor Pro Cycling Team (2024)          |
| Christoph Janssen       | 28. April 2000     | Schweiz        | XSpeed United Continental (2024)       |
| Luca Jenni              | 6. Mai 2002        | Schweiz        | EF Education-Nippo Development (2023)  |
| Miron Lipp              | 18. April 2001     | Deutschland    |                                        |
| Timon Loderer           | 20. April 1991     | Deutschland    | Hrinkow Advarics (2023)                |
| Tillman Sarnowski       | 15. September 2004 | Deutschland    | Cologne Riders p/b Dauner-Akkon (2023) |
| Jakob Schmidt           | 30. Mai 2001       | Deutschland    | P&S Benotti (2023)                     |
| Jan Sommer              | 22. August 2000    | Schweiz        |                                        |
| Lukas Vogt              | 12. Januar 2005    | Deutschland    |                                        |
| Andrin Züger            | 8. Juni 2002       | Schweiz        |                                        |
|                         |                    |                |                                        |
| Quelle: ProCyclingStats |                    |                |                                        |

Erfolge
| Siege | Siege  | Siege | Siege  | Siege  | Siege |
| Datum | Rennen | Staat | Klasse | Sieger |       |
| ----- | ------ | ----- | ------ | ------ | ----- |

## Platzierungen in der UCI-Weltrangliste
| World Ranking | World Ranking | World Ranking | World Ranking |
| Jahr          | Teamwertung   | Einzelwertung |               |
| ------------- | ------------- | ------------- | ------------- |
| 2024          | —             | —             |               |
|               |               |               |               |
| Quelle: UCI   |               |               |               |